# فهد النسور
فهد عبد الكريم مفضي أبو العثم النسور وزير دولة للشؤون القانونية.
ولد في الأردن في عام 1934. وحصل على درجة القانون من جامعة دمشق في عام 1959. تولى النسور العديد من المناصب وكان منها المدعي العام والقاضي في مختلف المحاكم . بين 1972-1974 إلى 1978 عمل كمستشار قانوني في مجلس الوزراء . ترأس المحكمة العليا في الأردن من 1988-1997.